# رايموند هنتلي
رايموند هنتلي (بالإنجليزية: Raymond Huntley)‏ هو ممثل بريطاني، ولد في 23 أبريل 1904 في المملكة المتحدة، وتوفي في 19 أكتوبر 1990 بلندن في المملكة المتحدة.

## أعمال

### أفلام
- (1959) غرفة بالأعلى

## وصلات خارجية
- رايموند هنتلي على موقع IMDb (الإنجليزية)
- رايموند هنتلي على موقع ألو سيني (الفرنسية)
- رايموند هنتلي على موقع ميوزك برينز (الإنجليزية)
- رايموند هنتلي على موقع أول موفي (الإنجليزية)
- رايموند هنتلي على موقع قاعدة بيانات برودواي على الإنترنت (الإنجليزية)
- رايموند هنتلي على موقع قاعدة بيانات الأفلام السويدية (السويدية)
- رايموند هنتلي على موقع إن إن دي بي (الإنجليزية)
- رايموند هنتلي على موقع قاعدة بيانات الفيلم (الإنجليزية)
- رايموند هنتلي على موقع كينوبويسك (الروسية)